# كاثلين كوردل
كاثلين كوردل (بالإنجليزية: Cathleen Cordell)‏ هي ممثلة أمريكية، ولدت في 21 مايو 1915 في بروكلين في الولايات المتحدة، وتوفيت في 19 أغسطس 1997 في لوس أنجلوس في الولايات المتحدة بسبب نفاخ رئوي.

## وصلات خارجية
- كاثلين كوردل على موقع IMDb (الإنجليزية)
- كاثلين كوردل على موقع أول موفي (الإنجليزية)
- كاثلين كوردل على موقع قاعدة بيانات برودواي على الإنترنت (الإنجليزية)
- كاثلين كوردل على موقع قاعدة بيانات الفيلم (الإنجليزية)